# 刺果藤属
刺果藤属（学名：Byttneria）是梧桐科下的一个属，常为藤本植物。该属共有70种，分布于热带地区。
属名Buettneria为纪念德国植物学家D. S. A. Buettner（1724-1788）而命名。